# Anguilla nebulosa
Anguilla nebulosa és una espècie de peix pertanyent a la família dels anguíl·lids.

## Descripció
- Pot arribar a fer 121 cm de llargària màxima i 7 kg de pes.[2][3]

## Alimentació
Menja probablement peixets, crustacis, cucs i mol·luscs.

## Hàbitat
És un peix d'aigua dolça, salabrosa i marina; demersal; catàdrom i de clima tropical que viu entre 3-10 m de fondària.

## Distribució geogràfica
Es troba a l'oceà Índic: des de l'Àfrica oriental fins a Sumatra (Indonèsia).

## Ús comercial
És massa gran per a formar part del comerç de peixos d'aquari, tot i que és bo de menjar a nivell local.

## Observacions
És inofensiu per als humans.